# Kamajoh
Los Kamajoh son un grupo de guerrilleros sierraleoneses de la etnia mendé, conocidos también como cazadores, dedicados a la protección de la población civil. Son milicianos, no uniformados, y considerados desleales. Sus filas son compuestas, en su mayoría, por niños y adolescentes; de entre 6 y 18 años.
Se dice que los kamajohs tienen por costumbre ingerir los órganos vitales de sus enemigos, aunque es probable que no se trate más que de un bulo, y no sea más que una exageración.
Es evidente la carencia de educación de la población en Sierra Leona, y en concreto, de la población infantil («los niños no van al colegio, van a la guerra»); a pesar de los intentos de mejorar la situación política y cultural del país. Pese a la ligera pacificación y estabilización reciente de Sierra Leona, los enfrentamientos étnicos entre mendes -de los que están compuestas las milicias kamajoh- y temnes -de los que están compuestos los grupos denominados rebeldes- se mantienen de una (enlace roto disponible en Internet Archive; véase el historial, la primera versión y la última). u otra forma, constantes.
Otra creencia en torno a los kamajohs (y en este caso, menos verosímil aún, pero real) es la fe espiritual, o meramente fetichista en la propiedad protectora de sus talismanes. Creen los guerrilleros kamajoh, que los objetos sagrados que portan les harán inmunes a las balas de sus enemigos. 

## Orígenes del conflicto
Las luchas en Sierra Leona se han extendido desde la época de la Colonización Europea (Véa también) hasta nuestros días. Desde una perspectiva objetiva y reduccionista, puede interpretarse que el motivo de todos estos conflictos sea la inestabilidad política; en definitiva. Es posible que el detonante de la lucha sea cultural. Sin embargo, es preciso saber que en Sierra Leona, la población está dividida en diversas etnias; las cuales se encuentran representadas por sus correspondientes partidos políticos. La historia política de Sierra Leona se encuentra marcada por el continuo golpismo y las sucesivas elecciones inmediatamente ignoradas. Es escasa la presencia del ideal político y del debate, pues todos los intereses de estos grupos se remontan a la esencia más primitiva y básica del hombre: alcanzar la hegemonía de su tribu y aniquilar a las otras.
La guerra que afecta a los kamajohs tiene su punto de partida en la acción del grupo FUR (Frente Revolucionario Unido; en inglés, RUF), liderado por Foday Sankoh «y formado en su mayoría por adolescentes arrancados de sus familias que una vez adoctrinados, drogados y alcoholizados y con un arma en la mano llegan a sentirse dueños del país».
Inmediatamente, la reacción opuesta surge en el lado del Partido del Pueblo, cuyo líder -Ahmad Tejan Kabbah, elegido democráticamente en 1996 como presidente de Sierra Leona- y las milicias gubernamentales.
Los rebeldes tienen como principal misión, asaltar caminos y carreteras, y atacar pequeñas poblaciones y aldeas sin capacidad para defenderse. Las mujeres y niñas secuestradas son explotadas sexualmente, y los jóvenes son utilizados para la extracción en minas de diamante, o convertidos en soldados rebeldes por medio de un duro y cruel proceso de adiestramiento, que no hace otra cosa que envilecerlos y transformarles en el prototipo más miserable de ser humano.
Como último recurso defensivo, surgen los Kamajohs, quienes se instruyen autodidactamente y defienden las pequeñas poblaciones dispersas de los ataques de la FUR.